# João (sobrinho de Vitaliano)
João, chamado o Sanguinário, (fl. 537-553) foi um general bizantino sob o imperador Justiniano (r. 527-565), que foi ativo na Guerra Gótica na península Itálica e contra os gépidas nos Bálcãs ocidentais. Era sobrinho do rebelde Vitaliano. Casou-se com Justina, a filha de Germano, primo de Justiniano.